# Johan Vincent van Schellaert van Obbendorf

Familiewapen
Schellaert van Obbendorf

Johan Vincent, baron Schellaert van Obbendorff heer van Oerlo, Oostrom, Geysteren, Spralant en van Wanssum was burgemeester van Roermond (ca. 1634 - 27 april 1683). Hij werd geboren als zoon van Adam Schellaert van Obbendorf uit het Huis Schellaert en Aleida van Wittenhorst-Sonsfeld. Hij was een kleinzoon van Vincent Schellaert van Obbendorff en Elizabeth van Beieren van Schagen, de dochter van Jan III van Beieren-Schagen.

## Heer van Wanssum

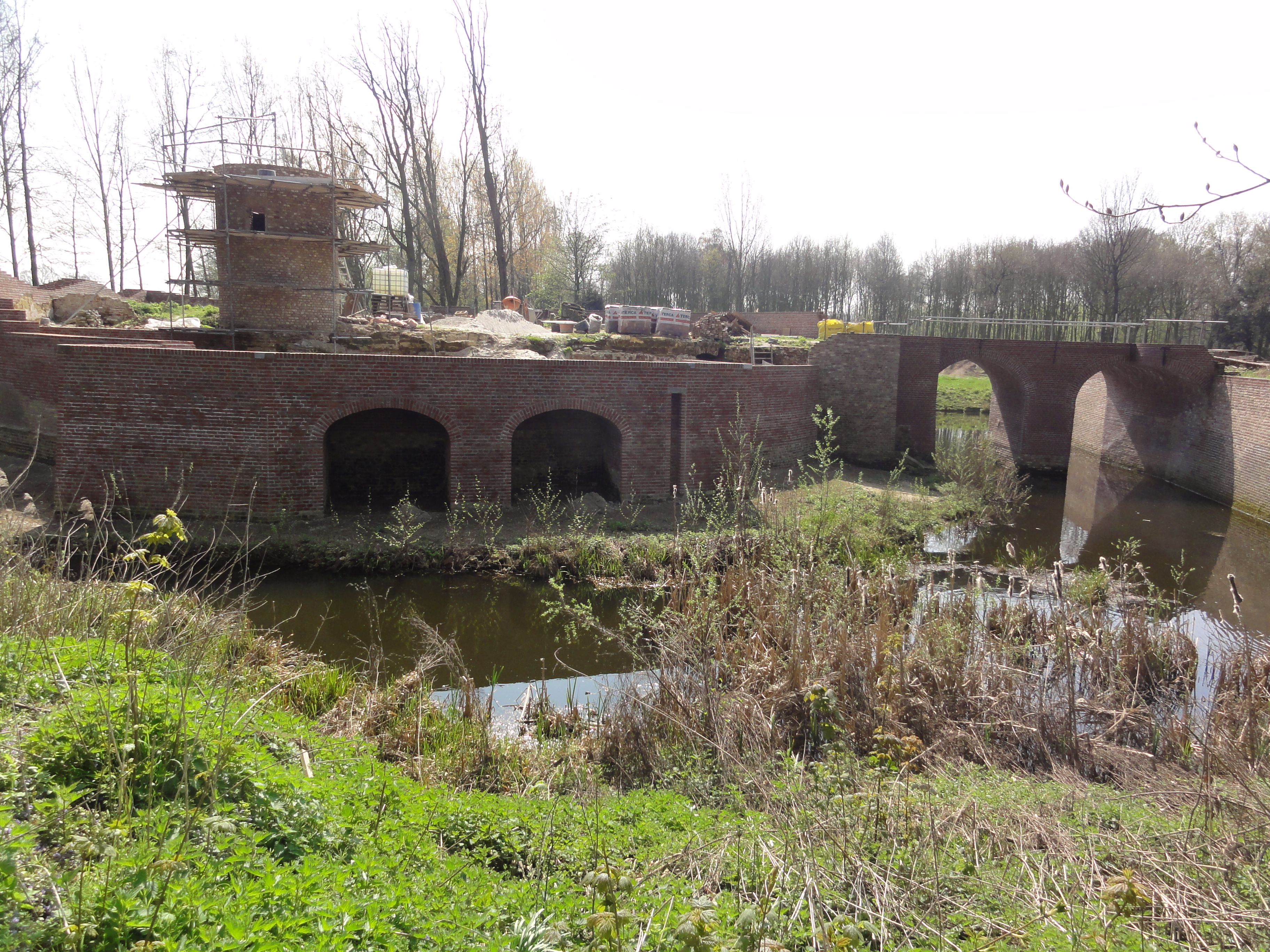
Kasteelruine Geijsteren
toren in restauratie en tweede grachtbrug

In 1279 verkocht graaf Hendrik V van Kessel een deel van het graafschap Kessel, het gedeelte dat westelijk van de Maas lag, het latere Land van Kessel aan graaf Reinald I van Gelre. De voorvaderen van laatstgenoemde hadden reeds omstreeks 1200 bezittingen in Venray, destijds Rade, of ook wel de "eigenheit Rode" genoemd. Deze gebieden werden bestuurlijk samengebracht in een Ambt, het Ambt Kessel. Vanaf 1352 functioneert in dit gebied een Ambtman als hoogste bestuursvertegenwoordiger van de Graaf van Gelre. Deze ambtman zetelde omstreeks 1400 op kasteel Ter Horst. Dit heeft zeker tot 1639, met wat onderbrekingen, geduurd. Van 1639 tot 1657 was de heer van Arcen Ambtman. Hij woonde op kasteel Arcen en bestuurde van daar uit het Ambt.
Van 1657 tot 1675 komen de Ambtmannen uit het geslacht Schellart van Obbendorp, die heer van Geysteren, Oostrum en Spraland waren. Kasteel Geijsteren werd het bestuurscentrum.

## Kasteel Doorwerth

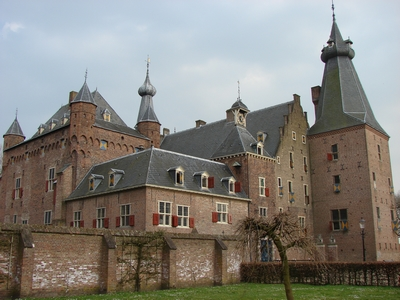
Kasteel Doorwerth

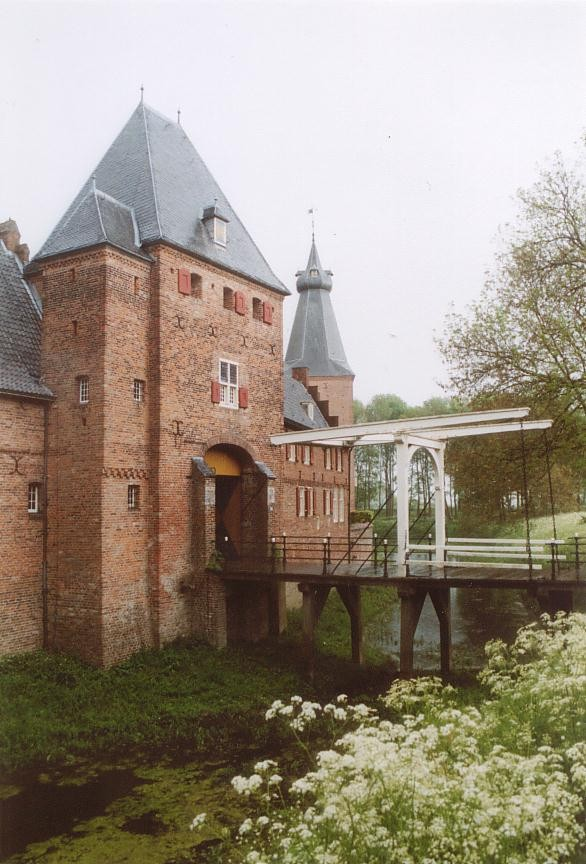
De 15e-eeuwse poort van de voorburcht

Het huidige uiterlijk van kasteel Doorwerth is te danken aan de verbouwingen die in 1640 in opdracht van Johan plaatsvonden, zoals de noordhoek. Ook het nieuwe poortgebouw is in 1640 ontstaan. In 1560 waren al diverse verbouwingen in opdracht van Johans overgrootvader, Adam Schellaert van Obbendorf die getrouwd was met Walrave van Voorst vrouwe van Doorwerth, doorgevoerd.

## Huwelijken en kinderen
Schellaert van Obbendorff trouwde (1) op 13 juli 1664 te 's Gravenhage met Albertina Louisa van Beieren-Schagen (Den Haag, 6 september 1638 - Geijsteren, 1 september 1666). Zij was de dochter van Dirk van Beieren-Schagen vrijheer van Goudriaan, St. Hubert, Waddinxveen, heer van Zijl, Zuiderwijk en de hofstad Spieringshoek en Marie van Thiennes gravin van Rumbeeck.
Uit het huwelijk van Johan en Albertina is geboren:
- Filips Frederik Willem Ambrosius van Schellaert heer van Langendonck en domproost te Aken (overleden te Oostrum op 20 juni 1721)

Na het overlijden van Albertina huwde hij (2) in 1667 met Marie Henriette gravin Schellaert van Obbendorf (1646 - 8 augustus 1714). Zij was de dochter van Adam Willem II graaf Schellart van Obbendorf (11 augustus 1620 - 11 mei 1678) en Marie Elizabeth Raitz van Frentz-Schlenderhan (1621-1661).
Uit zijn tweede huwelijk zijn geboren:
- Maria Sidonia Aleid van Schellaert trouwde in 1695 met Theodor Adolf Raitz heer van Raitz en van Frentz
- Johan Albrecht van Schellaert
- Albertine Louise van Schellaert non in klooster Bethlehem
- Johanna Isabella van Schellaert
- Jozef Lodewijk van Schellaert domheer te Aken
- Catharina van Schellaert (23 oktober 1676 - 18 maart 1713)
- Degenhard Bertram van Schellaert ridder